# Aeropuerto Internacional Brigadier General Antonio Parodi
El Aeropuerto Brigadier General Antonio Parodi (FAA: EQS - IATA: EQS - OACI: SAVE), es un aeropuerto que se encuentra ubicado a unos 21 km hacia el este del centro de Esquel, en la provincia del Chubut. Cerca de la zona se pueden visitar algunos glaciares de la precordillera andina y a sólo 13 km al norte de Esquel se encuentra el centro de esquí La Hoya.

## Accesos
Al aeropuerto se accede por la Ruta 40 km 21 (U9200) y sus coordenadas son latitud 42° 54' 24" S y longitud 71° 08' 48" O.

## Infraestructura
El área total del predio es de 522 ha y su categoría OACI es 3C.
- Pistas: 96,000 m²
- Calles de Rodaje: 4,500 m²
- Plataformas: 8,500 m²
- Terminal de Pasajeros: 1,050 m² (en dos niveles)
- Hangares: 1,050 m²
- Estacionamiento Vehicular: 4,800 m² (80 vehículos)

## Historia
El Aeropuerto de Esquel fue inaugurado el 17 de abril de 1945. Sin embargo, recién en el año 1973 se construyó la pista de concreto.
Lleva el nombre de Antonio Parodi, un pionero de la aviación militar argentina conocido especialmente notable por haber realizado el primer vuelo a través de la Cordillera de los Andes de ida y vuelta, en el año 1920.

## Aerolíneas y destinos
| Destinos regulares | Nombre del aeropuerto                                             | Aerolíneas            | Avión                  | Frecuencias semanales         |
| ------------------ | ----------------------------------------------------------------- | --------------------- | ---------------------- | ----------------------------- |
| Argentina          |                                                                   |                       |                        |                               |
| Buenos Aires       | Aeroparque Jorge Newbery                                          | Aerolíneas Argentinas | E190, B737, B738, B38M | 6 8 Temporada Invernal/Verano |
| Córdoba            | Aeropuerto Internacional Ingeniero Aeronáutico Ambrosio Taravella | Aerolíneas Argentinas | B737, B738, B38M       | 1 Temporada Invernal          |

### Aerolíneas y destinos que cesaron sus operaciones
- Aerolíneas Argentinas (Trelew, Bariloche)
- LADE (Trelew)
- LATAM Argentina (Aeroparque, Bariloche)[3]
- Sol Líneas Aéreas (Bariloche, Comodoro Rivadavia, Trelew)[4]
- Southern Winds operando para Aerolíneas Argentinas (Aeroparque, San Martín de los Andes)

## Estadísticas
| Ranking | Ciudad                               | Pasajeros (2017) | Pasajeros (2018) | Pasajeros (2019) | Variación | Aerolíneas                                   |
| ------- | ------------------------------------ | ---------------- | ---------------- | ---------------- | --------- | -------------------------------------------- |
| 1       | Buenos Aires (Aeroparque), Argentina | 59.053           | 51.011           | 53.073           | +4,04     | Aerolíneas Argentinas, Austral Líneas Aéreas |